# Canal de sodio epitelial

Representación esquemática de un canal de sodio epitelial (en inglés). Outside: exterior; Inside: interior.

El canal de sodio epitelial (también llamado canal de sodio no neuronal 1 o canal de sodio sensitivo a amilorida y abreviado ENaC, por sus siglas en inglés), es un canal ionico unido a la membrana celular y que es permeable para el litio, protones y especialmente iones de sodio. El canal de sodio epitelial es un canal de transporte pasivo y uno de los canales iones más selectivos en el organismo.

## Estructura
El canal de sodio epitelial tiene tres subunidades diferentes: α, β, γ que fomentan un trimero. La estequiometría de estas unidades está aún por ser elucidada, pero es muy probable que sea una proteína heterotrimérica tal como el recientemente analizado canal iónico sensible a ácidos, el cual pertenece a la misma familia. Cada subunidad consiste en dos hélices transmembranales y un asa extracelular. Los terminales amino y carboxilo de todos los polipéptidos del canal están localizadas en el citosol.

### Subunidad δ
Existe una cuarta subunidad llamada δ, el cual comparte similitud considerable en la secuencia con la subunidad α y puede formar un canal iónico funcional conjuntamente con las subunidades β y γ. Dicho canal δ, β, γ está ubicado en el páncreas, testículos y los ovarios. Su función no es conocida.

## Ubicación y función
El canal de sodio epitelial se encuentra ubicado en la membrana apical de las células epiteliales polarizadas, en especial del riñón, pulmón y el colon. Su función está asociada a la absorción renal de sodio, junto con la bomba ATPasa de sodio y potasio. Por sus acciones, juega un papel regulador en la homeostasis de los iones de Na+ y K+ en la sangre, epitelios y en el espacio extracelular. La actividad del canal de sodio epitelial en el colon y riñón es modulada por el mineralocorticoide aldosterona. Puede ser bloqueada por el triamtereno o la amilorida, que son usados en medicina como diuréticos con propiedades ahorradores de potasio.
El canal de sodio epitelial se puede encontrar también en los receptores celulares del gusto, donde participa en la percepción del gusto de la sal. En roedores, casi el total de la sensación salada es mediada por el canal de sodio epitelial, aunque su papel no es así de significativo en el gusto de humanos, en quienes se acredita un 20% del gusto a este canal celular. Las subunidades β y γ están asociadas con el síndrome de Liddle, una condición caracterizada por anormalidades en la regulación de en la reabsorción de sodio lo cual lleva a altas concentraciones plasmáticas del ion y a hipertensión. Por otro lado, una disminución en la actividad del canal puede causar pseudo-hipoaldosteronismo con pérdidas de sal e hipotensión arterial.
El canal de sodio epitelial se encuentra en la placenta, específicamente en la cara apical del sincitiotrofoblasto normal. Aunque la función del canal de sodio epitelial en el sincitiotrofoblasto no es clara, se sabe que ciertos cambios en la expresión genética de estas proteínas durante el transporte de sodio a través de la placenta puede estar relacionada con la patogenia de la preeclampsia.

## Genes
- SCNN1A, SCNN1B, SCNN1C, SCNN1D